# Karin Wolff (Politikerin, 1959)

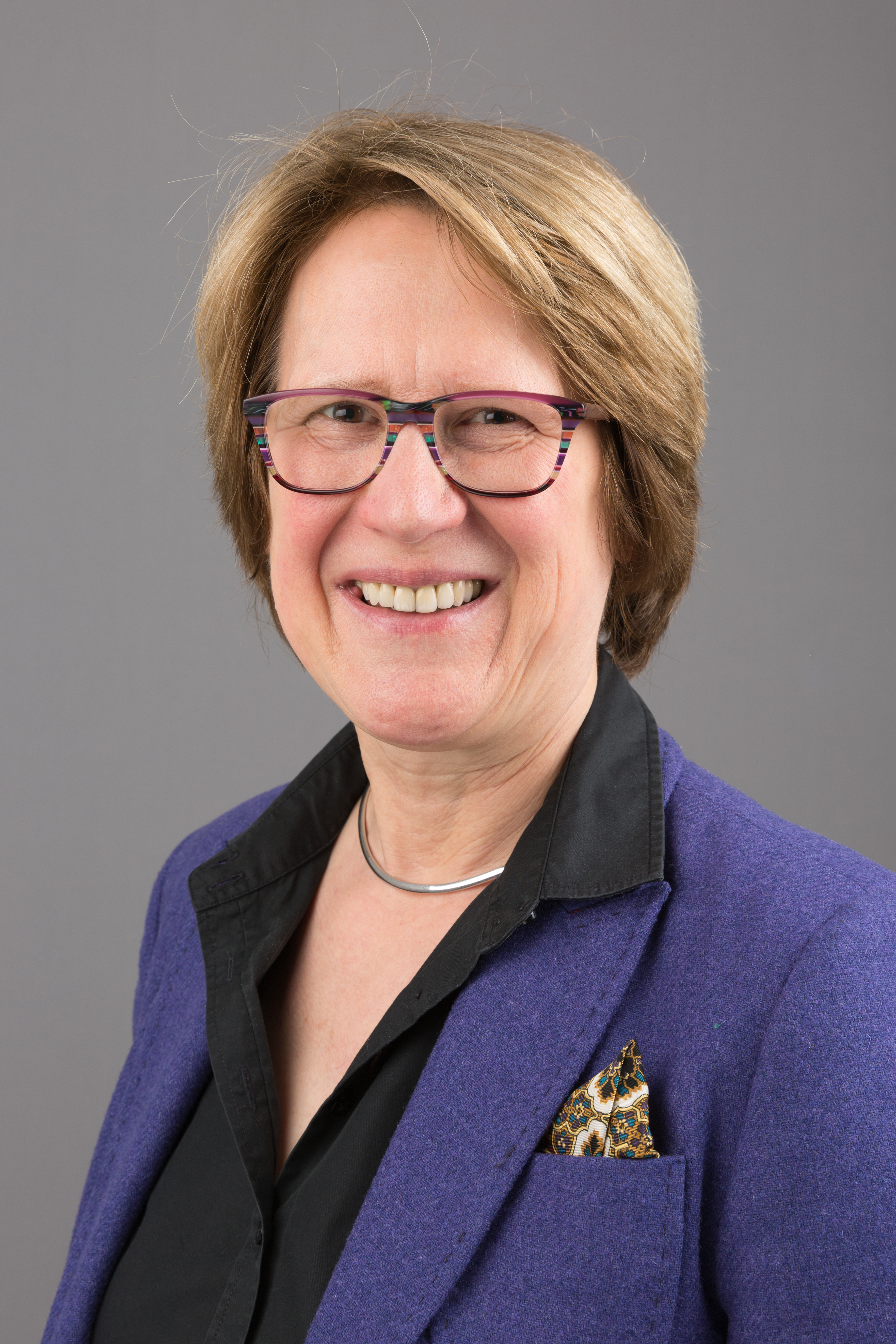
Karin Wolff (2016)

Karin Wolff (* 23. Februar 1959 in Darmstadt) ist eine deutsche Politikerin (CDU).
Sie war von 1999 bis 2008 hessische Kultusministerin und dazu von 2003 bis 2008 stellvertretende Ministerpräsidentin des Landes Hessen.

## Leben

### Ausbildung und Beruf
Nach dem Abitur 1977 absolvierte Wolff ein Studium der Geschichte, der evangelischen Theologie, der Philosophie und Ethnologie an der Johannes Gutenberg-Universität Mainz und der Philipps-Universität Marburg. 1984 legte sie das erste und 1986 das zweite Staatsexamen für das Lehramt an Gymnasien ab. Anschließend war sie bis 1995 als Lehrerin für Geschichte, evangelische Religion und Gemeinschaftskunde an der Edith-Stein-Schule in Darmstadt tätig. Sie war Stipendiatin der Konrad-Adenauer-Stiftung.

### Parteilaufbahn
Wolff wurde schon als Schülerin 1975 Mitglied der CDU. Seit 1980 gehört sie dem Vorstand des CDU-Kreisverbandes Darmstadt an.
Von 1981 bis 1982 war sie Mitglied des Studentenparlaments in Marburg.
Seit 1996 gehört sie dem CDU-Landesvorstand in Hessen an, von 2002 bis 2008 als stellvertretende Landesvorsitzende.
Wolff gehörte von 1995 bis 2006 dem Bundesvorstand des Evangelischen Arbeitskreises von CDU und CSU (EAK) an. Von 1996 bis 2004 war sie Landesvorsitzende des EAK in Hessen.
Von April 2000 bis Dezember 2008 war sie Mitglied des CDU-Bundesvorstandes.
Sie ist Mitglied der Christlich Demokratischen Arbeitnehmerschaft (CDA).

### Abgeordnetentätigkeit
Von 1989 bis 1999, von 2001 bis 2003 sowie von 2016 bis 2019 war Wolff Stadtverordnete in Darmstadt und in dieser Zeit von 1993 bis 1999 Vorsitzende der CDU-Stadtverordnetenfraktion.
Von 1995 bis 2019 war sie Mitglied des Hessischen Landtages. 1995, 1999 und 2008 wurde sie über die Landesliste gewählt. Bei der Landtagswahl in Hessen 2003 gelang es ihr, das Mandat als direkt gewählte Abgeordnete im Wahlkreis Darmstadt-Stadt II zu erringen. Sie erreichte hier 44,0 % der Wahlkreisstimmen und löste Bernd Riege (SPD) ab. Bei der Landtagswahl in Hessen 2008 verlor sie ihren Wahlkreis an die SPD-Kandidatin Dagmar Metzger, zog jedoch über die Landesliste erneut in den Landtag ein. Bei den vorgezogenen Neuwahlen 2009 konnte sie ihren Wahlkreis zurückgewinnen. Sie verteidigte ihn 2013. Bei der Landtagswahl 2018 verlor sie ihr Direktmandat an Bijan Kaffenberger (SPD) und schied damit aus dem Landtag aus.

### Öffentliche Ämter
Am 7. April 1999 übernahm Wolff als Staatsministerin die Leitung des hessischen Kultusministeriums.
In diesem Amt arbeitete sie vor allem an der Umsetzung eines der zentralen Wahlkampfversprechen der CDU, der sogenannten Unterrichtsgarantie bzw. der später entwickelten Unterrichtsgarantie (plus), mit der der Unterrichtsausfall an den allgemeinbildenden Schulen in Hessen verringert wurde.
Wolff tritt für den Erhalt des gegliederten Schulsystems ein.
Im Streit um die Föderalismusreform war sie für einen Erhalt der Länderkompetenz in Fragen der Schulbildung.
Unter ihrer Amtsführung wurde außerdem eine Prüfung der deutschen Sprachkenntnisse ein Jahr vor Einschulung verbunden mit entsprechenden Sprachförderprogrammen für diejenigen Kinder mit Sprachproblemen schon vor Schulbeginn eingeführt. Außerdem wurde die Schulzeit bis zum Abitur, das nun als Landesabitur stattfindet, auf zwölf Jahre verkürzt.
Die Qualität der Schulen soll durch eine Überprüfung durch externe Auditoren gesichert werden („Schul-TÜV“). Für leistungsschwache Hauptschüler wurden „SchuB“ („Schule und Beruf“)–Klassen mit besonderen Förderprogrammen geschaffen.
Ab dem 5. April 2003 war Wolff außerdem stellvertretende Ministerpräsidentin des Landes Hessen. Am 13. Februar 2008, vier Wochen nach der Landtagswahl in Hessen, kündigte sie an, ab dem 5. April 2008 für eine neue Regierung nicht mehr zur Verfügung zu stehen. Ihr Ressort übernahm kommissarisch Justizminister Jürgen Banzer.
Seit 2019 ist sie Geschäftsführerin der Kulturfonds Frankfurt RheinMain.

### Kreationismusdebatte
Die Arte-Dokumentation „Von Göttern und Designern“ der Filmemacher Frank Papenbroock und Peter Moers warf dem Hessischen Kultusministerium vor, kreationistische Unterrichtsmethoden in Hessen zu dulden. An der privaten christlichen Hermann-Francke-Schule Gießen sowie am staatlichen Liebig-Gymnasium in Gießen soll demnach im Biologieunterricht die biblische Schöpfungslehre unterrichtet worden sein. Ein nicht zugelassenes Buch, das von einem Kreationisten-Zusammenschluss herausgegeben wird, soll dazu verwendet worden sein. Wolff erklärte laut Spiegel, Privatschulen könnten „das Schulwesen durch besondere Inhalte und Formen der Erziehung und des Unterrichts erweitern“.
In einem dpa-Gespräch im Oktober 2006 erklärte sie weiter,
„Ich halte es für sinnvoll, fächerübergreifende und -verbindende Fragestellungen aufzuwerfen, dass man nicht einfach Schüler in Biologie mit der Evolutionslehre konfrontiert und Schüler im Religionsunterricht mit der Schöpfungslehre der Bibel. Sondern dass man gelegentlich auch schaut, ob es Gegensätze oder Konvergenzen gibt.“
Daraufhin wurde sie von dem Evolutionsbiologen Ulrich Kutschera beschuldigt, „die Sprache der Kreationisten zu benutzen“. Bündnis 90/Die Grünen forderten eine Klarstellung. Auch an anderer Stelle hatte Wolff erklärt, dass sie keinen Widerspruch zwischen der biologischen Evolutionstheorie und der Erklärung in der Bibel sehe. Im Juni 2007 bezeichnete sie in einem Interview mit der Frankfurter Allgemeinen Zeitung die Behandlung der biblischen Schöpfungslehre im Biologieunterricht als „modern“. Sowohl vom Verband Deutscher Biologen als auch von der Fraktion der Grünen im Hessischen Landtag wurde Kritik an diesen Äußerungen geübt.
Der katholische Theologe Hans Küng verteidigte im Kulturinterview des Deutschlandradios am 9. Juli 2007 Karin Wolffs Aussagen: „Ich meine, der Biologieunterricht muss selbstverständlich auf der Ebene der Evolutionstheorie geführt werden. Aber wenn zum Beispiel eine Frage aufkommt, […] was war vor dem Big Bang? Oder was kann den Big Bang erklären? Ja, das ist eine Frage, wo die Naturwissenschaft nach allen vernünftigen Naturwissenschaftlern an ihre Grenzen gekommen ist. Und da fangen tatsächlich die Fragen des Glaubens an. Das hat schon Immanuel Kant gesagt.“ Wolff erhielt zudem klare Unterstützung durch Ministerpräsident Roland Koch (CDU) und CDU-Fraktionschef Christean Wagner.

### Kirchliches und gesellschaftliches Engagement
Wolff war von 1992 bis 2010 Mitglied der Synode der Evangelischen Kirche in Hessen und Nassau (EKHN) und 2002 bis 2010 Mitglied der Kammer für Bildung und Erziehung der Evangelischen Kirche in Deutschland (EKD). Lange war sie Mitglied und Vorsitzende des Kuratoriums der Ehrenamtsakademie der EKHN. Heute ist sie Mitglied in den Kuratorien bei der Evangelischen Hochschule Darmstadt und der evangelischen Zentralstelle für Weltanschauungsfragen.
Wolff ist seit 2014 Mitglied im Stiftungsrat der Schader-Stiftung, seit 2018 stellvertretende Vorsitzende. Sie gehört dem Vorstand der Entega-Stiftung an. Seit 2018 ist sie Mitglied im Vorstand des Instituts für Medienpädagogik und Kommunikation Hessen e. V. (MuK). Mitglied ist sie auch im Ausschuss „Bildung und Ehrenamt“ im Landessportbund Hessen.

### Privates
Wolff wohnt in Seeheim. Am 4. Juli 2007 bekannte sie sich öffentlich zu ihrer sexuellen Orientierung; sie ist mit einer Osteopathin aus Wiesbaden verheiratet.

## Kabinette
- Kabinett Koch I – Kabinett Koch II

## Veröffentlichungen
- (Hrsg.): Ohne Bildung keine Zukunft: sind unsere Bildungskonzepte noch zeitgemäß? Frankfurt am Main 2001, ISBN 3-89843-048-0.
- Klasse Schule – starke Kinder. Ideen, Projekte und Perspektiven für Hessen. Wiesbaden 2007, ISBN 978-3-89869-197-0.